# ザルツブルク選帝侯領

ザルツブルク選帝侯領
Kurfürstentum Salzburg (ドイツ語)

バイエルン選帝侯領とハプスブルク家領の間にあるザルツブルク選帝侯領

ザルツブルク選帝侯領（ザルツブルクせんていこうりょう、ドイツ語: Kurfürstentum SalzburgまたはKursalzburg、ザルツブルク大公国とも）は、1803年から1805年まで存在した、神聖ローマ帝国の領邦・選帝侯領である。ザルツブルク大司教領の後継国家だったが、短命に終わった。

## 歴史
第二次対仏大同盟戦争中の1800年、ザルツブルク大司教領はフランス軍に占領され、ザルツブルク大司教ヒエロニュムス・フォン・コロレドはウィーンへ逃亡した。ザルツブルク大司教領はベルヒテスガーデン・プロボスト、そしてアイヒシュテットとパッサウの一部とともに、ザルツブルク選帝侯領に再編され、皇帝フランツ2世の弟フェルディナント3世・フォン・ハプスブルク＝ロートリンゲンが選帝侯に即位した。

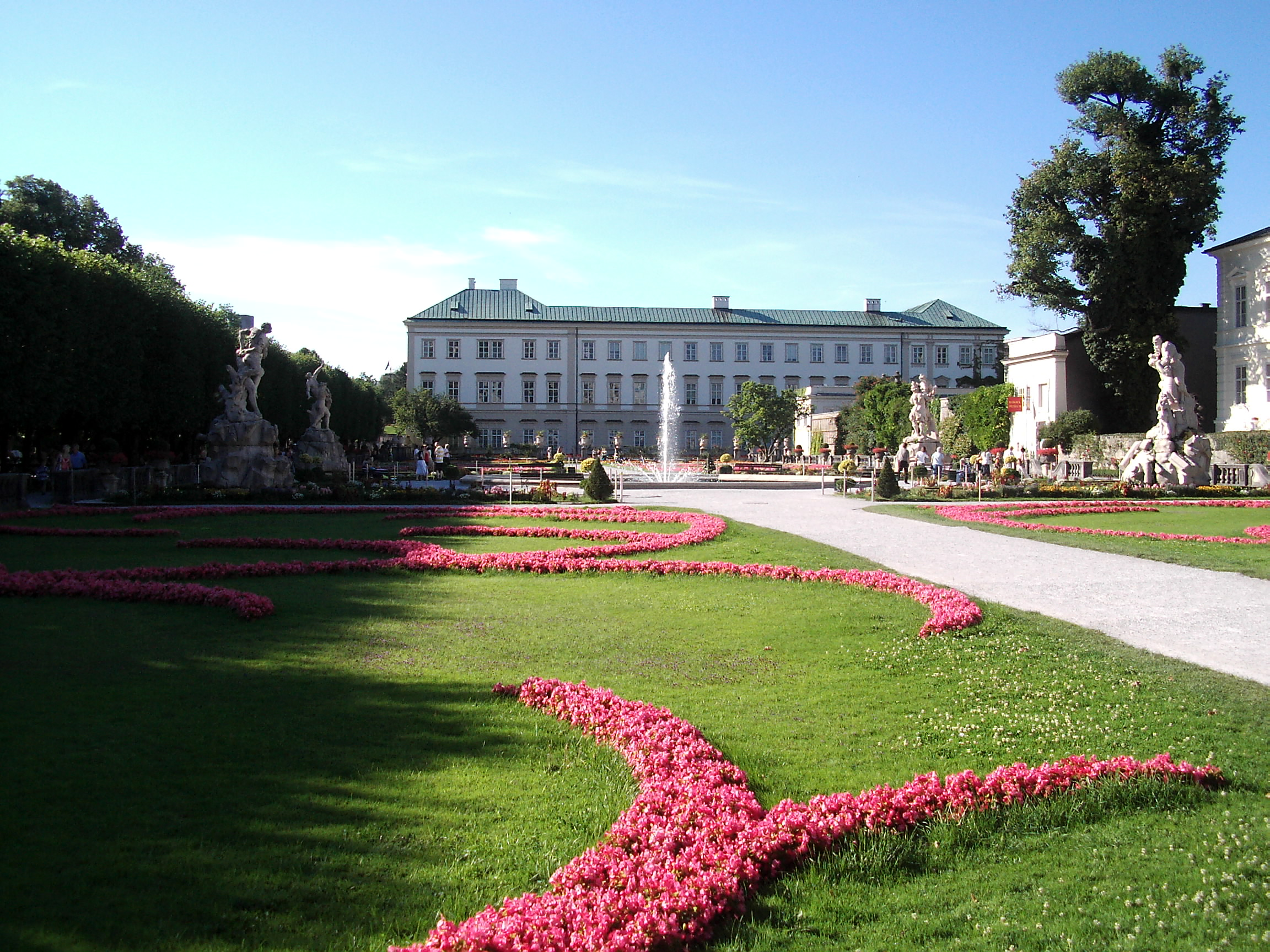
フェルディナントの住居であるミラベル宮殿

フェルディナントはトスカーナ大公国を領国としていたが、1801年にフランツ2世がリュネヴィルの和約でトスカーナをフランスとルドヴィーコ・ディ・ボルボーネに割譲した。ナポレオン・ボナパルトと友好的であったフェルディナントは補償として1802年12月に大司教の旧領を獲得した。大司教のコロレドが1803年2月11日に逃亡先のウィーンで正式に退位したことで大司教領は世俗化に成功した。2週間後の帝国代表者会議主要決議により世俗化は正式に行われた。
フェルディナントは有能な統治者だった。彼はザルツブルク大学の医学部を創設、高名な教師フランツ・ミヒャエル・フィーアターラーを任命して教育改革を行わせた。またバート・ガスタイン、ザンクト・ヨハン・イム・ポンガウ、ラトシュタットの山道の改善を命じたが、経済改革についてはザルツブルクのギルドに反対された。1805年10月、第三次対仏大同盟戦争によりフランス軍が再び侵攻してくると、フェルディナントは前任者のコロレド大司教のようにザルツブルクを離れて、ウィーンにある兄の宮廷へ向かうことを余儀なくされた。
アウステルリッツの戦いでオーストリア軍が大敗すると、1805年12月26日にプレスブルクの和約が締結され、ザルツブルク選帝侯領は解体された。大司教の旧領とベルヒテスガーデンはオーストリア帝国に、アイヒシュテットとパッサウはバイエルン選帝侯領に併合された。フェルディナントは再び補償を受け取り、新しく成立したヴュルツブルク選帝侯領に転じた。
1806年に神聖ローマ帝国が正式に解体すると、選帝侯領はオーストリア領ザルツブルク公国として再編され、神聖ローマ皇帝フランツ2世であったオーストリア皇帝フランツ1世は自らの称号に「ザルツブルク公」を加えた。しかし、ザルツブルクはナポレオン戦争の外交交渉において重きを為し続け、第五次対仏大同盟戦争を終結させた1809年のシェーンブルンの和約でバイエルン王国に割譲された。1810年にはチロルのキッツビュール、トラウンシュタイン、リート・イム・インクライスとともにザルツァハ区に合併された。
1814年のパリ条約でザルツブルク地方は最終的にオーストリアとバイエルンの間で分割された。1816年以降、ザルツァハ川東岸の主要な領地はオーバーエスターライヒのリンツから管理され、1850年にザルツブルク公国が再設立するまで続いた。